# Saint-Escobille
Saint-Escobille (prononcé [sɛ̃t̪‿ɛskɔbij] ) est une commune française située à cinquante-cinq kilomètres au sud-ouest de Paris dans le département de l'Essonne en région Île-de-France.
Ses habitants sont appelés les Saint-Escobillois.

## Géographie

### Situation
| Type d’occupation           | Pourcentage | Superficie (en hectares) |
| --------------------------- | ----------- | ------------------------ |
| Espace urbain construit     | 2,5 %       | 30,50                    |
| Espace urbain non construit | 0,9 %       | 11,32                    |
| Espace rural                | 96,5 %      | 1 161,11                 |
| Source : Iaurif             |             |                          |

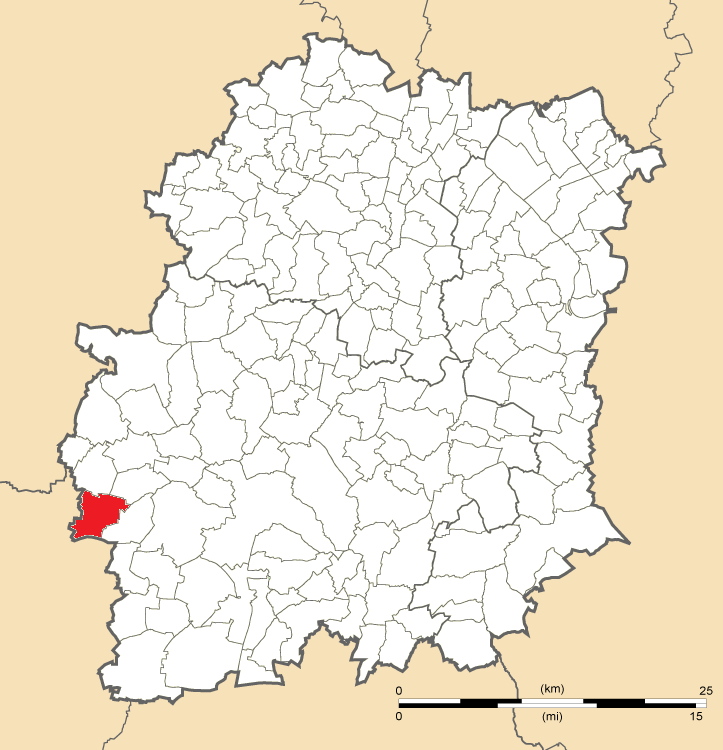
Position de Saint-Escobille en Essonne.

Saint-Escobille est située à cinquante-cinq kilomètres au sud-ouest de Paris-Notre-Dame, point zéro des routes de France, quarante-deux kilomètres au sud-ouest d'Évry, quatorze kilomètres à l'ouest d'Étampes, onze kilomètres au sud-ouest de Dourdan, vingt-sept kilomètres au sud-ouest d'Arpajon, vingt-neuf kilomètres au sud-ouest de La Ferté-Alais, trente-deux kilomètres au sud-ouest de Montlhéry, trente-sept kilomètres au nord-ouest de Milly-la-Forêt, trente-sept kilomètres au sud-ouest de Palaiseau, quarante-deux kilomètres au sud-ouest de Corbeil-Essonnes.

### Climat
Pour des articles plus généraux, voir Climat de l'Île-de-France et Climat de l'Essonne.
En 2010, le climat de la commune est de type climat océanique dégradé des plaines du Centre et du Nord, selon une étude du CNRS s'appuyant sur une série de données couvrant la période 1971-2000. En 2020, Météo-France publie une typologie des climats de la France métropolitaine dans laquelle la commune est exposée à un climat océanique altéré et est dans la région climatique Sud-ouest du bassin Parisien, caractérisée par une faible pluviométrie, notamment au printemps (120 à 150 mm) et un hiver froid (3,5 °C). 
Pour la période 1971-2000, la température annuelle moyenne est de 10,6 °C, avec une amplitude thermique annuelle de 15 °C. Le cumul annuel moyen de précipitations est de 651 mm, avec 10,7 jours de précipitations en janvier et 7,7 jours en juillet. Pour la période 1991-2020, la température moyenne annuelle observée sur la station météorologique la plus proche, située sur la commune de Sainville à 6 km à vol d'oiseau, est de 11,3 °C et le cumul annuel moyen de précipitations est de 655,5 mm,. Pour l'avenir, les paramètres climatiques de la commune estimés pour 2050 selon différents scénarios d'émission de gaz à effet de serre sont consultables sur un site dédié publié par Météo-France en novembre 2022.

### Voies de communication et transports
Le village est situé à 5 km de l'autoroute A10 et est traversé par la route départementale D838. Les lignes du réseau de bus Essonne Sud Ouest 306-04, 306-12 et 913-07 desservent l'arrêt du village.
Une voie de chemin de fer, dont la construction débuta en 1890, traversait auparavant le village et une gare de transport de personnes et de marchandises a été construite le 5 juin 1893 dans le lieu-dit la Gare. Cette ligne passait notamment par Étampes, Auneau et Dreux. Le service voyageur fut interrompu en 1939 et le transport de marchandises en 1964.

### Lieux-dits, écarts et quartiers

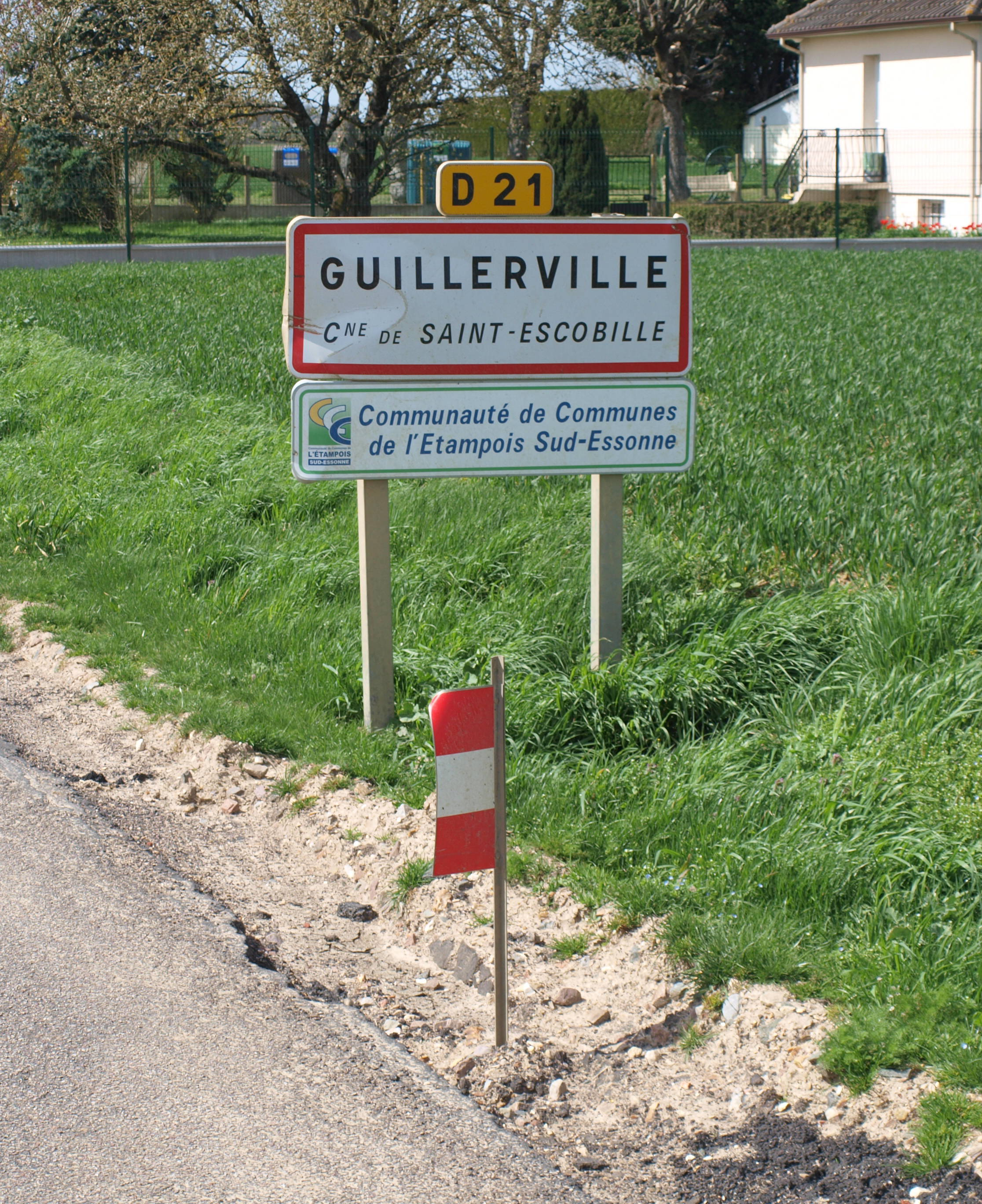
Panneau d'agglomération du hameau de Guillerville.

Saint-Escobille comporte trois hameaux : Paponville, Guillerville, et le lieu-dit la Gare.

## Urbanisme

### Typologie
Au 1er janvier 2024, Saint-Escobille est catégorisée commune rurale à habitat dispersé, selon la nouvelle grille communale de densité à sept niveaux définie par l'Insee en 2022.
Elle est située hors unité urbaine. Par ailleurs la commune fait partie de l'aire d'attraction de Paris, dont elle est une commune de la couronne,. Cette aire regroupe 1 929 communes,.

## Toponymie
Attestée sous les formes Sanctus Scubilius, Sanctus Scubiculus au XIIIe siècle, Saint Escobile.
Le village tire son nom de saint Scubicule (Scubiculus) plus tard déformé en Escobille. Au IIIe siècle, le sous-diacre Scubicule accompagnait l'évêque Nicaise et le diacre Quirin, envoyés en Gaule par le pape Clément, en même temps que saint Denis. Selon d'autres traditions, l'époque serait le IIIe siècle, Tous trois auraient subi le martyre par le gouverneur Fescennius, pour avoir refusé d'adorer les idoles. La commune fut créée en 1793 avec son nom actuel.

## Histoire

### Préhistoire et Antiquité
Les premières traces d'occupation humaine à Saint-Escobille remontent à la préhistoire. Dans les champs avoisinant la commune, des objets du paléolithique et du néolithique ont ainsi été découverts, tels des haches, pierres polies et des meules. Au nord du village, des prospections aériennes ont permis le repérage de traces d'enclos circulaires avec fosses internes, estimés comme datant de l'âge de bronze. Au sud, des traces attribuables à un enclos protohistorique ont également été mises en évidence.
Des traces de plusieurs villas gallo-romaines ont été découvertes au hameau de Guillerville ainsi qu'au bois de Vierville. L'actuelle Rue du Stade de Saint-Escobille est construite sur le tracé d'une antique voie romaine.

### Moyen Âge
La construction de l'église du village débuta au XIIe siècle, et la première mention du château du village date de 1462, tout comme le premier seigneur connu du village, Guillemot de la Vallée.

### Renaissance

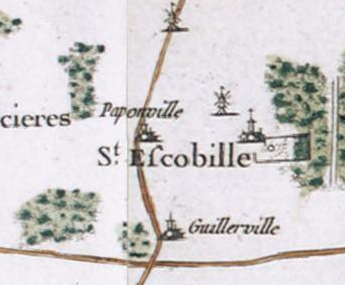
Carte de Cassini de Saint-Escobille, seconde moitié du XVIII.

En octobre 1628, le village a reçu la visite du roi Louis XIII, qui passa une nuit au château du village, appartenant alors au seigneur Monsieur le Venier. Louis XIII venait alors de Paris et se rendait à La Rochelle, peu après la fin du siège de 1627-1628, afin de régler le sort de la ville vaincue, soit notamment d'imposer la destruction des remparts, la reconstructions des églises ainsi que l'exercice libre et public du culte catholique.

## Population et société

### Démographie

#### Évolution démographique
L'évolution du nombre d'habitants est connue à travers les recensements de la population effectués dans la commune depuis 1793. Pour les communes de moins de 10 000 habitants, une enquête de recensement portant sur toute la population est réalisée tous les cinq ans, les populations de référence des années intermédiaires étant quant à elles estimées par interpolation ou extrapolation. Pour la commune, le premier recensement exhaustif entrant dans le cadre du nouveau dispositif a été réalisé en 2005.

En 2022, la commune comptait 465 habitants, en évolution de −15,45 % par rapport à 2016 (Essonne : +2,89 %, France hors Mayotte : +2,11 %).
| 1793 | 1800 | 1806 | 1821 | 1831 | 1836 | 1841 | 1846 | 1851 |
| ---- | ---- | ---- | ---- | ---- | ---- | ---- | ---- | ---- |
| 454  | 427  | 416  | 406  | 441  | 424  | 388  | 382  | 369  |

| 1856 | 1861 | 1866 | 1872 | 1876 | 1881 | 1886 | 1891 | 1896 |
| ---- | ---- | ---- | ---- | ---- | ---- | ---- | ---- | ---- |
| 389  | 398  | 387  | 358  | 364  | 350  | 307  | 334  | 334  |

| 1901 | 1906 | 1911 | 1921 | 1926 | 1931 | 1936 | 1946 | 1954 |
| ---- | ---- | ---- | ---- | ---- | ---- | ---- | ---- | ---- |
| 332  | 322  | 322  | 296  | 298  | 313  | 267  | 257  | 255  |

| 1962 | 1968 | 1975 | 1982 | 1990 | 1999 | 2005 | 2006 | 2010 |
| ---- | ---- | ---- | ---- | ---- | ---- | ---- | ---- | ---- |
| 255  | 231  | 210  | 325  | 429  | 492  | 469  | 467  | 460  |

| 2015 | 2020 | 2022 | - | - | - | - | - | - |
| ---- | ---- | ---- | - | - | - | - | - | - |
| 540  | 478  | 465  | - | - | - | - | - | - |

#### Pyramide des âges
En 2018, le taux de personnes d'un âge inférieur à 30 ans s'élève à 36,6 %, soit en dessous de la moyenne départementale (39,9 %). De même, le taux de personnes d'âge supérieur à 60 ans est de 19,6 % la même année, alors qu'il est de 20,1 % au niveau départemental.
En 2018, la commune comptait 275 hommes pour 259 femmes, soit un taux de 51,50 % d'hommes, largement supérieur au taux départemental (48,98 %).
Les pyramides des âges de la commune et du département s'établissent comme suit.
| Hommes | Classe d’âge | Femmes |
| ------ | ------------ | ------ |
| 0,0    | 90 ou +      | 0,4    |
| 6,1    | 75-89 ans    | 3,9    |
| 14,6   | 60-74 ans    | 14,2   |
| 17,9   | 45-59 ans    | 21,1   |
| 25,2   | 30-44 ans    | 23,3   |
| 15,0   | 15-29 ans    | 15,1   |
| 21,1   | 0-14 ans     | 22,0   |

| Hommes | Classe d’âge | Femmes |
| ------ | ------------ | ------ |
| 0,5    | 90 ou +      | 1,4    |
| 5,4    | 75-89 ans    | 7,2    |
| 12,9   | 60-74 ans    | 13,9   |
| 20     | 45-59 ans    | 19,4   |
| 19,9   | 30-44 ans    | 20,1   |
| 20     | 15-29 ans    | 18,2   |
| 21,3   | 0-14 ans     | 19,8   |

## Politique et administration

### Politique locale
La commune de Saint-Escobille est rattachée au canton d'Étampes, représenté par les conseillers départementaux Marie-Claire Chambaret (DVD) et Guy Crosnier (UMP), à l'arrondissement d’Étampes et à la troisième circonscription de l'Essonne, représentée par le député Michel Pouzol (PS).
L'Insee attribue à la commune le code 91 1 07 547. La commune de Saint-Escobille est enregistrée au répertoire des entreprises sous le code SIREN 219 105 475. Son activité est enregistrée sous le code APE 8411Z.

### Tendances et résultats politiques
Élections présidentielles, résultats des deuxièmes tours :
- Élection présidentielle de 2002 : 82,25 % pour Jacques Chirac (RPR), 17,75 % pour Jean-Marie Le Pen (FN), 84,85 % de participation[41].
- Élection présidentielle de 2007 : 51,74 % pour Nicolas Sarkozy (UMP), 48,26 % pour Ségolène Royal (PS), 88,57 % de participation[42].
- Élection présidentielle de 2012 : 50,58 % pour Nicolas Sarkozy (UMP), 49,42 % pour François Hollande (PS), 85,71 % de participation[43].
- Élection présidentielle de 2017 : 40,69 % pour Emmanuel Macron (EM), 27,51 % pour Marine Le Pen (FN), 83,09 % de participation[44].

Élections législatives, résultats des deuxièmes tours :
- Élections législatives de 2002 : 57,75 % pour Geneviève Colot (UMP), 42,25 % pour Yves Tavernier (PS), 65,10 % de participation[45].
- Élections législatives de 2007 : 53,85 % pour Geneviève Colot (UMP), 46,15 % pour Brigitte Zins (PS), 64,33 % de participation[46].
- Élections législatives de 2012 : 50,00 % pour Geneviève Colot (UMP), 50,00 % pour Michel Pouzol (PS), 57,14 % de participation[47].
- Élections législatives de 2017 : 51,77 % pour Laëtitia Romeiro Dias (REM), 48,23 % pour Virginie Araujo (FI), 44,73 % de participation[48].

Élections européennes, résultats des deux meilleurs scores :
- Élections européennes de 2004 : 16,10 % pour Harlem Désir (PS), 13,56 % pour Francis Wurtz (PCF), 40,20 % de participation[49].
- Élections européennes de 2009 : 20,00 % pour Michel Barnier (UMP), 19,38 % pour Daniel Cohn-Bendit (Europe Écologie), 51,57 % de participation[50].

Élections régionales, résultats des deux meilleurs scores :
- Élections régionales de 2004 : 47,45 % pour Jean-Paul Huchon (PS), 45,41 % pour Jean-François Copé (UMP), 67,22 % de participation[51].
- Élections régionales de 2010 : 50,30 % pour Jean-Paul Huchon (PS), 49,70 % pour Valérie Pécresse (UMP), 53,77 % de participation[52].

Élections cantonales, résultats des deuxièmes tours :
- Élections cantonales de 2004 : 56,35 % pour Dominique Écharoux (UMP), 43,65 % pour Brigitte Zins (PS), 67,55 % de participation[53].
- Élections cantonales de 2011 : 53,91 % pour Dominique Écharoux (UMP), 46,09 % pour Maryvonne Boquet (PS), 44,82 % de participation[54].

Élections municipales, résultats des deuxièmes tours :
- Élections municipales de 2001 : données manquantes.
- Élections municipales de 2008 : 180 voix pour Jean-François Minier (?), 177 voix pour Laurent Martinez (?), 63,49 % de participation[55].

Référendums :
- Référendum de 2000 relatif au quinquennat présidentiel : 67,90 % pour le Oui, 32,10 % pour le Non, 30,90 % de participation[56].
- Référendum de 2005 relatif au traité établissant une Constitution pour l'Europe : 54,63 % pour le Non, 45,37 % pour le Oui, 73,00 % de participation[57].

### Enseignement
Les élèves de Saint-Escobille sont rattachés à l'académie de Versailles. La commune dispose sur son territoire d'une école élémentaire publique. Cette école comprend une classe de CE1 ainsi qu'une classe de CE2, les autres classes du primaire étant partagées entre les communes de Authon-la-Plaine, Mérobert et Plessis-Saint-Benoist. La restauration scolaire se déroule dans la commune de Authon-la-Plaine.
En 2013, l'école a été rebaptisée en l'honneur de Niki de Saint Phalle, dans une initiative commune aux écoles du regroupement pédagogique. Ainsi, les élèves des écoles primaires de Saint-Escobille, Authon-la-Plaine, Mérobert et Plessis-Saint-Benoist ont fait des recherches et voté pour leur artiste préféré, avec pour contrainte que la première lettre du prénom de l'artiste devait être la même que celle du village. Une fresque illustrant le travail de l'artiste a été inaugurée le 5 juillet 2014.

### Services publics
La commune dispose sur son territoire d'un centre de secours.

### Jumelages
La commune de Saint-Escobille n'a développé aucune association de jumelage.

## Vie quotidienne à Saint-Escobille

### Culture
L'association locale SEHP (Saint-Escobille Histoire et Patrimoine) est chargée des recherches historiques sur le village ainsi que de la valorisation du patrimoine et organise à ce sujet des animations culturelles, telles des concerts, des expositions, et des promenades.
Chaque année, pour la Saint-Jean, un feu de bois est organisé sur la place du village.

### Sports
Des cours de Judo et des séances de Gymnastique sont organisés à la salle polyvalente du village.
La commune possède un terrain de football et est traversée par des chemins de randonnée.

### Lieux de culte

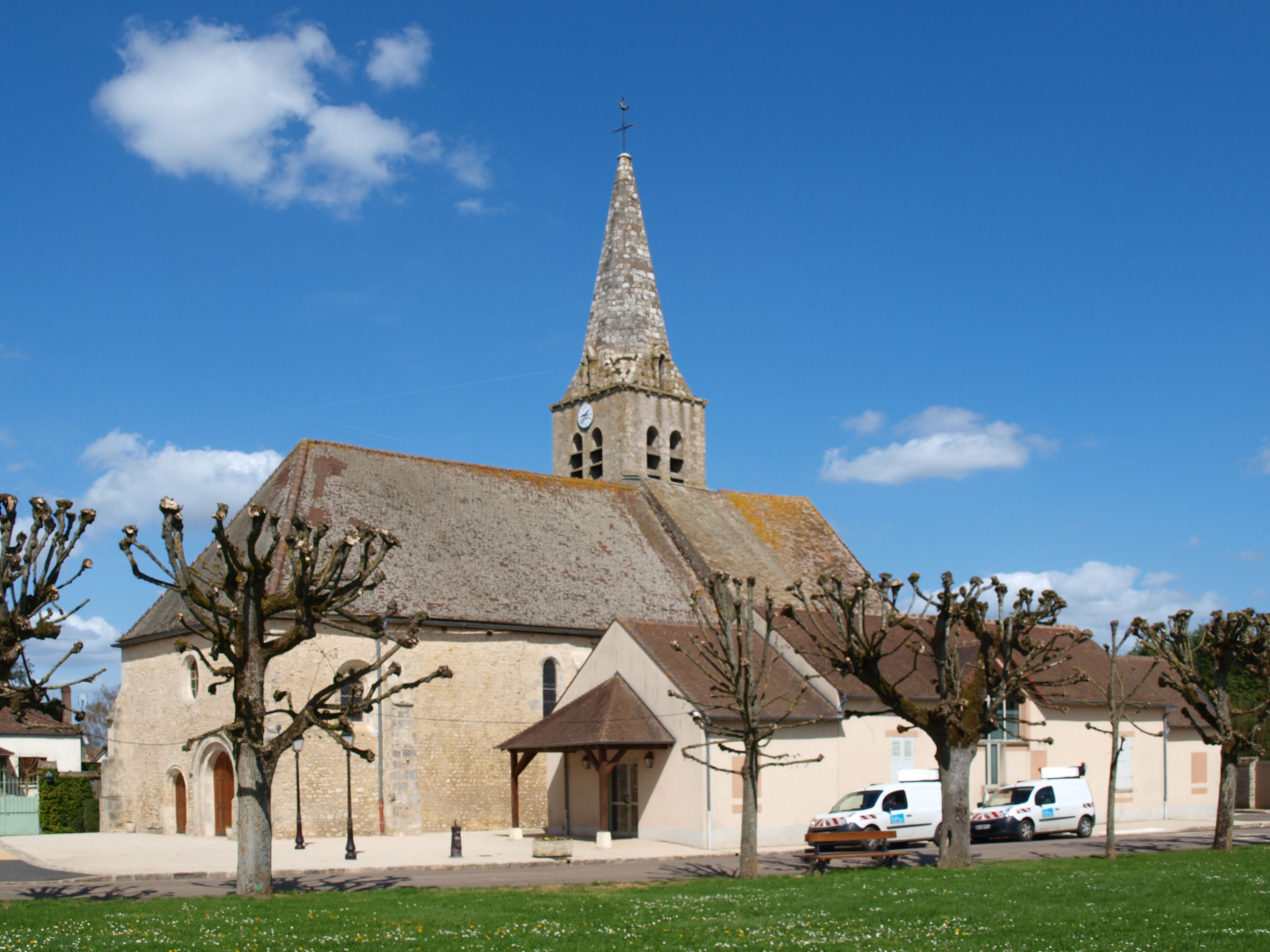
Église Saint-Denis de Saint-Escobille.

La paroisse catholique de Saint-Escobille est rattachée au secteur pastoral de Dourdan et au diocèse d'Évry-Corbeil-Essonnes. Elle dispose de l'église Saint-Denis.
Le clocher de l’église Saint Denis est une flèche octogonale en pierre du XIIe siècle. Il abrite aujourd'hui trois cloches, fondues en 1902:
- «Berthe Victoire», sonnant le sol et pesant 600 kg. Elle a en décoration la mention « Sacré cœur de Jésus ; Saint Escobille ; Sainte Barbe ».
- «Alice Marie Pauline», sonnant le la et pesant 420 kg. Elle porte en décoration « Saint Escobille ; Sainte Cécile ; Saint Antoine de Padoue ».
- «Emilie Germaine», sonnant le si et pesant 290 kg. Elle porte comme inscription « Saint Escobille ; Sainte Julienne ; Sainte Jeanne D’Arc »[64].

Les fonds nécessaires à la rénovation de l'église sont régulièrement réunis par l'association locale de défense du patrimoine ainsi que par le conseil municipal.
Jusqu'à la Révolution, il y avait un temple protestant à Guillerville, hameau de Saint-Escobille.

### Médias
L'hebdomadaire Le Républicain relate les informations locales. La commune est en outre dans le bassin d'émission des chaînes de télévision France 3 Paris Île-de-France Centre, IDF1 et Téléssonne intégré à Télif. La commune édite également un journal d'informations municipales, nommé Saint-Escobillois.

## Économie

### Emplois, revenus et niveau de vie
En 2006, le revenu fiscal médian par ménage était de 20 059 €, ce qui plaçait la commune au 3 209e rang parmi les 30 687 communes de plus de cinquante ménages que compte le pays et au 156e rang départemental.
| Répartition des emplois par catégories socioprofessionnelles en 2006. |              |                                           |                                                   |                            |                          |                           |
|                                                                       | Agriculteurs | Artisans, commerçants, chefs d’entreprise | Cadres et professions intellectuelles supérieures | Professions intermédiaires | Employés                 | Ouvriers                  |
| Saint-Escobille                                                       | -            | -                                         | -                                                 | -                          | -                        | -                         |
| Zone d’emploi d’Étampes                                               | 1,8 %        | 6,2 %                                     | 15,1 %                                            | 24,9 %                     | 27,2 %                   | 24,8 %                    |
| Moyenne nationale                                                     | 2,2 %        | 6,0 %                                     | 15,4 %                                            | 24,6 %                     | 28,7 %                   | 23,2 %                    |
| Répartition des emplois par secteurs d’activités en 2006.             |              |                                           |                                                   |                            |                          |                           |
|                                                                       | Agriculture  | Industrie                                 | Construction                                      | Commerce                   | Services aux entreprises | Services aux particuliers |
| Saint-Escobille                                                       | -            | -                                         | -                                                 | -                          | -                        | -                         |
| Zone d’emploi d’Étampes                                               | 2,9 %        | 16,1 %                                    | 6,7 %                                             | 14,8 %                     | 9,2 %                    | 5,8 %                     |
| Moyenne nationale                                                     | 3,5 %        | 15,2 %                                    | 6,4 %                                             | 13,3 %                     | 13,3 %                   | 7,6 %                     |
| Sources : Insee,                                                      |              |                                           |                                                   |                            |                          |                           |

## Culture locale et patrimoine

### Patrimoine environnemental
Les bosquets boisés répartis sur le territoire ont été recensés au titre des espaces naturels sensibles par le conseil général de l'Essonne.

### Patrimoine architectural
L'église de Saint-Escobille date du XIIe siècle.

Un château, construit au XIVe siècle ou au XVe siècle, était auparavant présent au bout de l'actuelle l'Impasse du Château. Il a été détruit au XIXe siècle.

### Personnalités liées à la commune
Différents personnages publics sont nés, décédés ou ont vécu à Saint-Escobille :
- Célia Mazeau (1989- ), joueuse de football y fut licenciée.

### Héraldique
| Blason de Saint-Escobille. | Les armes de Saint-Escobille se blasonnent : D'argent au chevron d'azur, accompagné de trois coquelicots au naturel, les deux du chef affrontés. |